# 仙台市立南小泉中学校
仙台市立南小泉中学校（せんだいしりつ みなみこいずみちゅうがっこう）は、宮城県仙台市若林区一本杉町にある公立中学校。通称は「南中」（なんちゅう）。

## 概要
1947年に、仙台市の中学校の中で十二番目に設立された中学校で、設立当初は仙台市立第十二中学校と呼ばれていた。2023年4月より東北地方で初めての夜間中学校である夜間学級が設置された。

## 沿革
学校沿革概要より
- 1947年4月 - 仙台市立第十二中学校として創立
- 1948年度 - 校歌制定、現校名に改称
- 1956年度 - 校旗制定
- 1970年度 - 火災により中央校舎焼失
- 1979年度 - 仙台市立蒲町中学校設立に伴い学区変更
- 2000年度 - 知的障がい、病弱・身体虚弱の児童向けの学級を設置
- 2003年度 - 文科省指定「豊かな体験活動推進事業」の地域間交流推進校に指定される
- 2004年度 - 肢体不自由の児童向けの学級を設置
- 2023年4月 - 夜間学級を設置[5]

## アクセス
- 仙台駅より仙台市営バス南小泉線で、「一本杉町」バス停下車。

## 著名な卒業生
- 斎藤隆[6]（横浜ベイスターズ、ロサンゼルス・ドジャース、ボストン・レッドソックス、アトランタ・ブレーブス、ミルウォーキー・ブルワーズ、東北楽天ゴールデンイーグルス）
- 佐々木貴史（実業家、文化人タレント、「リライブシャツ」「リライブウェア」開発者、株式会社りらいぶ代表取締役）

## 通学区域
- 仙台市[7]
  - 若林区一本杉町、木ノ下一丁目(十七、十八番の一部、二十番、二十一番の一部)、木ノ下二丁目(三～十番)、木ノ下三丁目(一、二番の一部、三、五～十九番)、木ノ下四丁目(二番の一部、三～九番)、木ノ下五丁目、椌木通、三百人町(一～二十六、百五十七～末)、白萩町、中倉一丁目(一～二十六番)、成田町(一～十五、百二十一～末)、西新丁、東新丁、文化町(三～十一番)、保春院前丁、南小泉一丁目、南小泉二丁目、南小泉三丁目(一～十七番)、大和町一丁目

## 進学前小学校
- 仙台市立遠見塚小学校
- 仙台市立南小泉小学校
- 仙台市立古城小学校